# Privilegierte Schützengesellschaft Braunau 1403
Die Privilegierte Schützengesellschaft Braunau 1403 wurde 1403 gegründet und zählt zu den ältesten Vereinen Österreichs.

## Geschichte
Am 19. Juni 1582 luden die Schützen von Braunau die Schützen von Hülla (Hallein) zu einem Schießen auf den 19. August 1582 ein. Dieses Ladschreiben ist im Original im Halleiner Heimatmuseum ausgestellt. Eine Reproduktion ist in der Schießstätte zu sehen, ebenso ein Ladschreiben aus 1604, mit dem die Schützen von Reichenhall zu einem Schießen nach Braunau geladen wurden. Als aber die fallweisen Aufgebote der Schützengesellschaften im Notfall durch ein stehendes Heer ersetzt wurden, verloren sie ihre Bedeutung und wurden Geselligkeits- und Traditionsvereine. Aus diesen haben sich dann, mit der Weiterentwicklung der Waffen einhergehend, Sportvereine gebildet. Auch die Braunauer Schützen haben diesen Wandel durchgemacht. Ihre Schießstätte dürfte sich ursprünglich vor dem Linzer Tor, auf den Markgründen befunden haben. Im Zuge des Bahnbaues musste die Schießstätte verlegt werden.
Mit Vertrag vom 29. Juni 1878 erwarben die Schützen von den Eheleuten Franz und Elisabeth Leeb, Besitzer der Bleichersölde, zwei Grundparzellen, auf denen sie die neue Schießstätte errichten. Auf der Parzelle neben der Bleichersölde wurde ein hölzernes Schützenhaus gebaut. Die Hangparzelle jenseits der Enknach diente als Kugelfang. 1938 nach dem „Anschluss“ wurde das hölzerne Schützenhaus durch einen gemauerten Bau ersetzt. Nach Reaktivierung der Gesellschaft 1952 wurde die Anlage renoviert. 1954 schenkte Frau Karoline Kreil den Schützen eine Hangparzelle hinter dem Kugelfang. 1962 erfolgte ein grundlegender Umbau der Anlage und der Ankauf einer Hangparzelle mit Quelle von Zelenka. 1967 verkaufte der damalige Besitzer des Gasthauses in der Bleiche Rudolf Radlinger 2.433 m² an die Schützengesellschaft, die mit der Planung des Schießzentrums begann. 1969 wurde die Kleinkaliberanlage von 100 m auf 50 m umgebaut und mit zehn modernen Scheibenzuganlagen ausgestattet. Durch umfangreiche Schutzmaßnahmen (Blenden) wurde eine Gefährdung der Anrainer ausgeschlossen.
Am 15. Mai 1969 wurde die umgebaute Anlage von Landeshauptmann Heinrich Gleißner feierlich eröffnet und von Bundespräsident Franz Jonas besichtigt, der auch einen Ehrenschuss abgab. Als weitere Ausbauetappe wurde 1973 der Pistolenstand errichtet. 1974 wurde das verbleibende Restgrundstück an die Sektion Schießen des WSV verpachtet, die darauf nach den vorhandenen Plänen den Bau der Luftgewehranlage und der Nebenräume durchführte.

## Reaktivierung der Privilegierten Schützengesellschaft Braunau im Jahr 1952
Auf Einladung von Franz Wesner, Hans Schafleitner und Franz Gann jun. trafen sich am Mittwoch, dem 7. Mai 1952 20 Herren, um die Privilegierte Schützengesellschaft zu reaktivieren. Unter Leitung des ältesten anwesenden Schützen Georg Hofmann wurde durch Aufruf der provisorische Vereinsvorstand (Schützenrat) gewählt.
- Oberschützenmeister: Franz Wesner
- Schützenmeister: Hans Schafleitner
- Kassier: Willy Scholz
- Schriftführer: Hannes Kraus
- Sachverwalter: Max Kratzer

Bereits am 14. Mai 1952 fand die erste Schützenratsitzung statt. Sie hat sich mit weiteren Neuaufnahmen, der Erstellung der Statuten und einem Arbeitseinsatz (Robotleistungen) am Schießplatz für den 17. Mai 1952 befasst.
Am 5. Juni 1952 erfolgte die Vorlage der neuen Statuten bei der Bezirkshauptmannschaft Braunau. An Vereinsvermögen waren vorhanden: Schützenhaus (desolat), Kugelfangdeckung (desolat), div. Drucksorten auf dem Dachboden der Halle, ca. öS 1000.-, Schützenkette und Schützenfahne. Die über den Krieg geretteten Gewehre waren beschlagnahmt.
Bei der ersten Generalversammlung am 15. September 1952 wurden die von der BH-Braunau genehmigten Satzungen angenommen, der bisherige provisorische Vorstand als Schützenrat bestätigt und Max Kratzer, Josef Maier, Ferdinand Mayr und Helmut Kinz zu Schützenräten gewählt.
Das erste Eröffnungsschießen wurde am 6. und 7. September 1952 abgehalten. Beteiligung: 44 Schützen aus dem Salzburgerischen und Braunau. Vom Weinhans ging der Schützenausmarsch mit Musik, Fahne und Oberzielerer Gstöttner in Uniform zur Schießstätte.
Auf der Schleckerscheibe (stehend) wurde der erste Schützenkönig ausgeschossen. Schützenkönig wurde mit einem Glücksschuss das jüngste Mitglied Ferdinand Leidl.
Bereits am 19. Oktober 1952 wurde das Abschlussschießen abgehalten. Bei einer Teilnahme von 36 Schützen betrug die Einlage öS 15,-. Zwei Drittel von Einlage und Nachkauf wurden als Preise ausgeschüttet. Ab Oktober 1952 wurde jeden Mittwoch mit dem Zimmergewehr geschossen. Durchschnittsbeteiligung 17 Schützen. Mit 13. Oktober 1952 waren 75 Schützen in der Mitgliederliste erfasst.

## Sektionen
Die Einteilung des Vereins erfolgt in drei Sektionen: Luftgewehr, Kleinkalibergewehr und Feuerpistole.

### Luftgewehr
Ausstattung
- 11 × 10-m-Seilzugscheibenanlagen
- 9 × 10-m-Anlagen mit MEYTON-System

für folgende Disziplinen
- 60 Schuss stehend
- 40 Schuss stehend
- 1 × 30 Schuss sitzend aufgelegt

### Kleinkalibergewehr
Ausstattung
- 5 × 50-m-Seilzugscheibenanlagen
- 5 × 50-m-Anlagen mit MEYTON-System

für folgende Disziplinen
- 60 Schuss liegend mit Riemen
- 3 × 40 liegend, stehend, kniend
- 3 × 20 liegend, stehend, kniend
- 2 × 30 liegend, stehend
- 1 × 30 sitzend aufgelegt

### Feuerpistole
Ausstattung
- 2 × 25-m-Wendescheibenanlagen à 5 Bahnen/Scheiben

für folgende Disziplinen
- Standard: 4 × 5 s, 4 × 5 Schuss in 10 s
- Sportpistole: Kleinkaliber für Senioren und Damen - 30 Schuss Duell und 30 Schuss Präzision
- Zentralfeuer: bzw. SGKP-FFWGK (Faustfeuerwaffen Großkaliber). 32 oder. 38 und 9 mm - 30 Schuss Duell und 30 Schuss Präzision
- OSP: (Olympische Schnellfeuer Pistole) 4 × 5 Schuss in 8 s, 4 × 5 Schuss in 6 s und 4 × 5 Schuss in 4 s

Grundsätzlich können alle internationalen und auch olympischen Bewerbe mit Faustfeuerwaffen geschossen werden. Ausnahme sind Vorderladerwaffen wegen der Restpulver- und Rauchbelastung im geschlossenen Raum.
Gemäß Sachverständigen-Gutachten können am Stand alle gängigen Faustfeuerwaffen-Munitionsarten verschossen werden. D. h. Vollmantel- und Magnum-Munition, ohne Kaliberbeschränkung.